# Bibi Lenhoff
Bibi Linnea Frida Lenhoff (* 30. Oktober 2002) ist eine schwedische Schauspielerin.

## Leben und Karriere
Lenhoff trat 2012 als Chloe in dem Film Som en Zorro auf. 2014 spielte sie die Rolle der Marie in der Kindersendung Pinsamma föräldrar. Außerdem setzte sie 2015 ihre Karriere Det borde finnas regler fort. Anschließend wirkte sie 2016 in Skolan mit.
Lenhoff trat 2017 auch im Musical Sound of Music am Nöjesteatern in Malmö in der Rolle der neunjährigen Brigitta Von Trapp auf. Nach Sound of Music spielte sie die Rolle der Tessie in dem Musical Annie, das 2018 ebenfalls am Nöjesteatern und Lorensbergsteatern in Göteborg aufgeführt wurde.
2020 bekam Lenhoff in der Serie Mirakel die Hauptrolle. Unter anderem war sie 2021 in einer Folge in Bert zu sehen.

## Filmografie
- 2012: Som en Zorro
- 2014: Pinsamma föräldrar (Fernsehserie)
- 2015: Det borde finnas regler
- 2016: Skolan (Fernsehserie)
- 2020: Mirakel (Fernsehserie, 24 Episoden)
- 2021: Bert (Fernsehserie, 1 Episode)